# Liwonde Nationalpark
Liwonde National Park er en nationalpark i Malawi. Parken er beliggende øst for Shire-floden, 140 km nord for Limbe. Dens sydlige udgang ligger ca. 6 km fra byen Liwondes centrum. En stor del af parken udgøres af savanne med utallige baobabtræer.
14°50′S 35°20′Ø / 14.83°S 35.33°Ø